# Личинкоїд білокрилий
Личинкоїд білокрилий (Pericrocotus erythropygius) — вид горобцеподібних птахів родини личинкоїдових (Campephagidae). Ендемік Індії. Раніше вважався конспецифічним з білолобим личинкоїдом.

## Опис

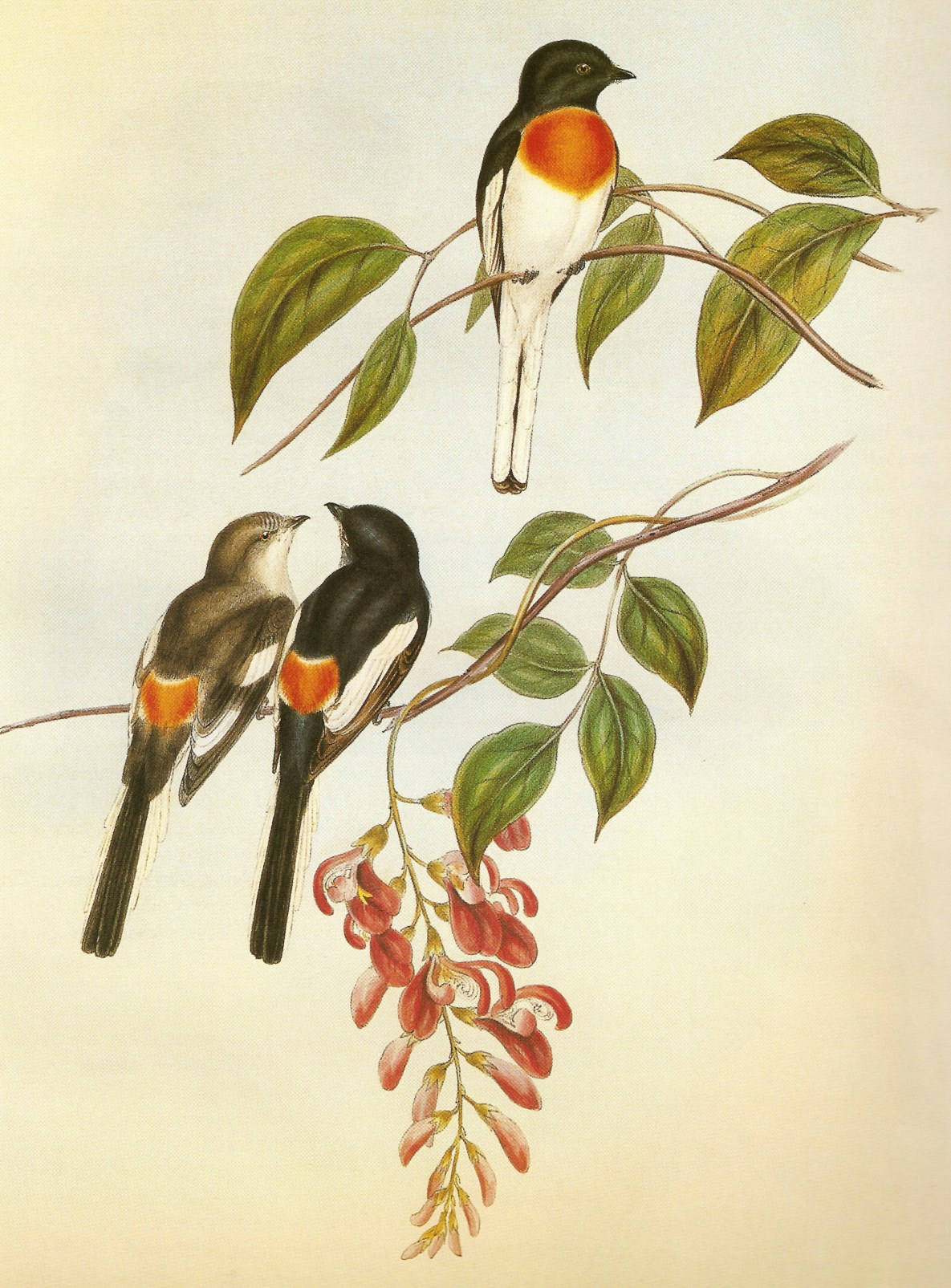
Білокрилі лічинкоїди

Довжина птаха становить 18,5-20 см. У самців голова, шия, верхня частина тіла і хвіст чорні, блискучі. На грудях білий "комірець", на волі оравнжева пляма, решта нижньої частини тіла біла. Надхвістя оранжеве, на крилах білі плями. У самиць забарвлення меш яскрве, верхня частина тіла у них темно-сіра, крила чорні, на грудях білий "комірець", хвіст чорний. Від дзьоба до очей ідуть чорні, блискучі смуги. На крилах білі плями, як і у самців, надхвістя оранжеве.

## Поширення і екологія
Білокрилі лічинкоїди мешкають в Індії, від Пенджаба і Раджастхана до Біхара і Карнатаки. Вони живуть в сухих тропічних лісах і рідколіссях, в саванах і на сухих луках. Зустрічаються невеликими зграйками, іноді приєднуються до змішаних зграй птахів. Живляться переважно комахами, яких ловлять в польоті або шукають в кронах дерев. Гніздо чашоподібне, робиться з гілочок, скріплених павутинням, розміщується високо на дереві. В кладці 4 яйця, інкубаційний період триває 17-18 днів. Насиджує переважно лише самиця, доглядають за пташенятами і самиці, і самці.